# Landser
Landser es una localidad y comuna francesa, situada en el departamento de Bajo Rin en la región de Alsacia.

## Demografía
| 321 | 330 | 1750 | 2114 | 1976 | 1725 |
| Para los censos de 1962 a 1999 la población legal corresponde a la población sin duplicidades (Fuente: INSEE [Consultar]) |     |      |      |      |      |

## Personajes célebres
- Louis Valentin Goëzman de Thurn, jurista, (Landser 1729 - Paris 1794)
- Eugène Kalt, oftalmólogo, inventor de las lentes de contacto (Landser 1861 - Paris 1941)
- François Joseph Antoine Hell, abogado del consejo de la provincia de Alsacia, (Hirsingue 1731 - Paris 1794)